# Pseudostomatella papyraceus
Pseudostomatella papyraceus är en snäckart som beskrevs av Gmelin 1791. Pseudostomatella papyraceus ingår i släktet Pseudostomatella och familjen pärlemorsnäckor. Inga underarter finns listade i Catalogue of Life.